# ژیروسکوپ فیبر نوری

تداخل در تداخل‌سنجی سایناک با ناحیه‌ی محصور شده متناسب است. در تصویر فیبر نوری پیچیده‌شده مشاهده می‌شود.

ژیروسکوپ فیبر نوری (به انگلیسی: (fibre optic gyroscope (FOG) تغییرات در چرخش را طبق اثر سایناک اندازه می‌گیرد؛ در نتیجه یک ژیروسکوپ مکانیکی است. عملکرد این ژیروسکوپ بر پایه‌ی تداخل امواج نوری است؛ که وقتی فیبر نوری را طی می‌کند به وجود می‌آید که طول آن در حدود ۵ کیلومتر است.

## عملکرد
دو پرتو در دو جهت مختلف در یک فیبر نوری فرستاده می‌شوند و فیبرهای نوری نسبت به مرکز می‌چرخند طبق اثر سایناک، پرتویی که در جهت مخالف چرخش فیبرهای نوری حرکت می‌کند زمان کمتری را نسبت به پرتویی که هم‌جهت با فیبر طی کرده طی می‌کند و به انتها می‌رسد. این اختلاف زمانی باعث ایجاد اختلاف فاز می‌شود و سرعت زاویه‌ای چرخش را می‌توان با فوتودیود اندازه گرفت.
میزان اثر سایناک به تعداد دورهای فیبر نوری بستگی دارد و هرچه بیشتر باشد اثر سایناک نیز بیشتر می‌شود.

## خوبی‌ها
ژیروسکوپ فیبر نوری اطلاعات دقیقی از آهنگ چرخش می‌دهد و به هر دو طریق سامانه کنترل حلقه‌باز و تابع تبدیل حلقه-بسته قابل پیاده‌سازی است.

## بدی‌ها
ژیروسکوپ فیبر نوری نیاز به کالیبراسیون دارد.

## کاربرد
- ژیروسکوپ فیبر نوری در قطب‌نما و مسیر یابی (en) Fibre optic gyrocompass))
- ژیروسکوپ فیبر نوری در مسیر یابی (en) Inertial navigation system))
- ژیروسکوپ فیبر نوری در زهپاد
- ژیروسکوپ فیبر نوری در نقشه‌برداری

## همچنیین ببینید
- اثر سایناک
- ژیروسکوپ